# 八咏园
八咏园位于扬州市广陵区广陵路以南的大流芳巷29号，园内与園同样，设有春、夏、秋、冬四季假山。八咏园列为扬州市文物保护单位。